# Fachkräftevisum (Australien)
Das Fachkräftevisum  für Australien ist ein Visum für Australien zur Behebung eines Fachkräftemangels.

## Visaarten
Australien bietet verschiedene Arbeitsvisa und Visa für Fachkräfte für Personen, die eine Qualifikation in einem fachlichen Bereich haben, für den in Australien erhöhter Bedarf besteht und der damit durch Einwanderung gedeckt werden muss. Für diese Fachkräfte bietet das Department of Home Affairs Zugang zu verschiedenen Visaklassen (subclasses) im Rahmen von verschiedenen Programmen. Personen, deren Beruf auf der "Skilled occupation list" für die jeweilige subclass geführt ist, können sich für ein entsprechendes Visum bewerben.

### General Skilled Migration (GSM) Program
Das GSM Programm ist ein Visum, welches unabhängig von einem konkreten Arbeitgeber oder Jobangebot beantragt werden kann. Darunter fallen das Skilled Independent (subclass 189) visa sowie das Skilled Nominated (subclass 190) visa. Befindet sich der Beruf auf der relevanten "Skilled occupation list", so kann entweder das Skilled Independent Visum beantragt werden. Hat man eine Nominierung durch einen australischen Bundesstaat erhalten, so kann auch das Skilled Nominated Visum angestrebt werden.

### Employer Nomination Scheme (ENS)
Das ENS ermöglicht über das unbefristete Employer Nominated (subclass 186) Visa ein dauerhaftes Arbeitsvisum. Um für ein derartiges Visum in Frage zu kommen, ist dem Antragsteller eine Vollzeit-Stelle durch einen australischen Arbeitgeber angeboten werden und der Arbeitgeber sich bereit erklären, den Antragsteller für diese Position zu sponsern (employer sponsorship). Auch hier muss der zu besetzende Arbeitsplatz auf der relevanten Liste der gesuchten Berufe enthalten sein.

### Regional Migration Scheme
Um den ländlichen Raum Australiens zu stärken und damit die Zuwanderung von qualifizierten Arbeitskräften auch außerhalb der großen Metropolen Melbourne, Sydney und Brisbane anzuregen, gibt es diverse Regional Visa.  Das Arbeitgeber unabhängige Skilled Work Regional (Provisional) (subclass 491) Visum erfordert die Nominierung durch einen australischen Bundesstaat. Des Weiteren gibt es verschiedene andere Visa, die ein konkretes Arbeitsplatzangebot für eine Position in "Regional Australia" durch einen australischen Arbeitgebers erfordern. Eines davon ist das Skilled Employer Sponsored Regional (Provisional) (subclass 494) Visum.
Eine andere Möglichkeit bieten die Arbeitgeber gesponserten Visa für Arbeitgeber ansässig in Regionen mit einem Designated Area Migration Agreement (DAMA). Eine Auflistung der Regionen mit DAMA findet man auf der Homepage des Department of Home Affairs.

### Temporary Skill Shortage (TSS)
Das TSS (subclass 482) Visum ersetzt seit April 2017 das Temporary Work (Skilled) (subclass 457) Visum. Dieses Visum ermöglicht Unternehmen Fachkräfte aus dem Ausland nach Australien zu holen. Die Berufserfahrung des zu sponsernden Arbeitnehmers muss eine Besetzung der freien Stelle zulassen. Der Gültigkeitszeitraum dieses Visums richtet sich danach, auf welcher Skilled occupation list der entsprechende Beruf geführt ist. Befindet sich dieser auf der short-term skilled occupations list, sind bis zu 2 Jahre Gültigkeit möglich. Befindet sich der Beruf auf der Medium and Long-term Strategic Skills List (MLTSSL) geführt ist, sind bis zu 4 Jahre Gültigkeit möglich.